# پریدوروژنویه (شهرستان تامبوفسکی، استان آمور)
پریدوروژنویه (به لاتین: Pridorozhnoye) یک منطقهٔ مسکونی در روسیه است که در استان آمور واقع شده‌است.